# Pterisemoppa malpighii
Pterisemoppa malpighii är en stekelart som först beskrevs av Girault 1939.  Pterisemoppa malpighii ingår i släktet Pterisemoppa och familjen puppglanssteklar. Inga underarter finns listade i Catalogue of Life.